# Osborne Computer Corporation
La Osborne Computer Corporation (en español: Corporación de Computación Osborne) fue una compañía informática fundada por Adam Osborne en 1980. Es principalmente conocida debido al éxito mayorista del Osborne 1, la primera computadora portátil masivamente aceptada por el público.

## Inicios
Entre 1975 y 1979 Adam Osborne se dedicó a la publicación de libros técnicos sobre la computación mediante la compañía Osborne Books. Tras vender la empresa, utilizó ese dinero para crear la Osborne Computer Corporation.
Desde 1979 y por más de dos años, junto a Lee Felsenstein, el diseñador de la marca, diseñaron el Osborne 1 la primera computadora personal portátil que tuvo éxito comercial. Fue lanzada al mercado en abril de 1981. 
Dicho producto fue su primer y más exitoso producto, este éxito se debió mayoritariamente a su bajo costo, de unos US$1795.
Esta computadora permitía el uso del procesador de textos WordStar, la plantilla de cálculo SuperCalc y el programa para correos electrónicos MailMerge todos productos de Microsoft. 
Ocho meses después de su lanzamiento se habían producido 11.000 Osborne 1, la empresa contaba con más de 3000 empleados y un ingreso de más de 73 millones de dólares.

## Competencia  y quiebra
Luego del éxito que significó para la compañía el Osborne 1, debió competir frente a gigantes de la informática como IBM para no perder su poderío. 
Debido a ello, OCC decidió anunciar a la prensa su nuevo producto, el Osborne Executive que suponía un considerable avance respecto de su antecesor. Al enterarse de ello los compradores rápidamente cancelaron sus pedidos del Osborne 1, ocasionando que la compañía debiese bajar el precio de su primer producto de US$1295 en julio de 1983 a US$995 en agosto del mismo año. A esto se lo denomina Osborne effect (efecto Osborne).
Las pérdidas de dinero fueron incontables y la compañía declaró la quiebra el martes, 13 de septiembre de 1983.